# Clarence A. Bain Airport
Clarence A. Bain Airport (engelska: Mangrove Cay Airport) är en flygplats i Bahamas.   Den ligger i distriktet Mangrove Cay, i den södra delen av landet, 90 km söder om huvudstaden Nassau. Clarence A. Bain Airport ligger 6 meter över havet. Den ligger på ön Middle Bight Cay.
Terrängen runt Clarence A. Bain Airport är mycket platt. Havet är nära Clarence A. Bain Airport åt nordost. Trakten runt Clarence A. Bain Airport är nära nog obefolkad, med mindre än två invånare per kvadratkilometer.. 
I omgivningarna runt Clarence A. Bain Airport växer i huvudsak städsegrön lövskog.